# Zamindari
Zamindari var namnet för det feodala system som sattes i verket i Stora moguls rike i Indien.
Zamindar var i första hand namnet på den feodalherre som fått i privilegium att å stormogulens vägnar samla in skatterna från folket i ett visst område, för att sedan vidarebefordra de insamlade skatterna till stormogulen. Zamindar användes även under mogultiden och under senare perioder som en synonym för godsägare. Slutligen har ordet zamindar använts som beteckning för självägande bonde.
Zamindarisystemet avskaffades i Indien i samband med självständigheten 1947. I dåvarande Östpakistan avskaffades systemet 1950. I Pakistan används det fortfarande, främst i Sindh och Punjab. Idag är den vanliga benämningen i Sindh Wadara, och inte zamindar. I Punjab används titeln Chauhdari eller Malik.